# Feltrinelli (Verlag)

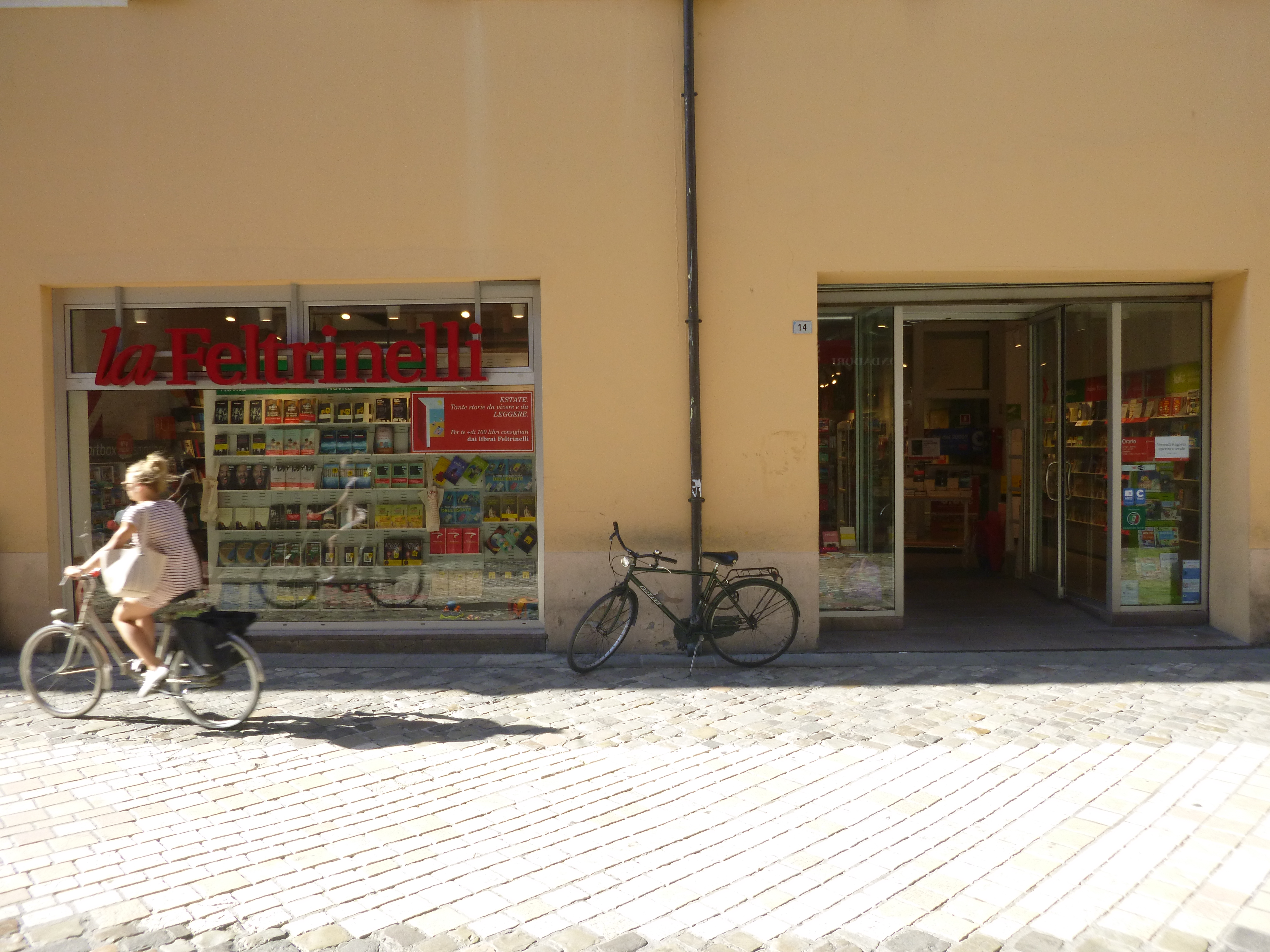
Feltrinelli-Buchhandlung in Ravenna

Feltrinelli, oder Giangiacomo Feltrinelli Editore, ist ein großer italienischer Verlag, der 1954 durch Giangiacomo Feltrinelli in Mailand gegründet wurde. Er gehört zur Gruppo Feltrinelli.

## Das Unternehmen
Feltrinelli brachte bedeutende Werke der Weltliteratur heraus, ist aber auch als Verlag der italienischen Linken bekannt. Nach dem Tod des Verlegers im März 1972 übernahm seine Frau Inge Feltrinelli (1930–2018) die Leitung des Verlags, der gegenwärtig von ihrem Sohn Carlo Feltrinelli (* 1962) geführt wird. Der Verlag hat ab 1957 kontinuierlich in die Bereiche Buchhandel (Librerie Feltrinelli), Onlinehandel (LaFeltrinelli.it, Libreria IBS), Promotion und Buchdistribution (PDE Service, EmmeEffe Libri), und Fernsehen (EFFE TV) expandiert. Unter dem Dach der Gruppo Feltrinelli ist das Verlagshaus mit der Forschungs- und Kulturstiftung Fondazione Giangiacomo Feltrinelli verbunden.

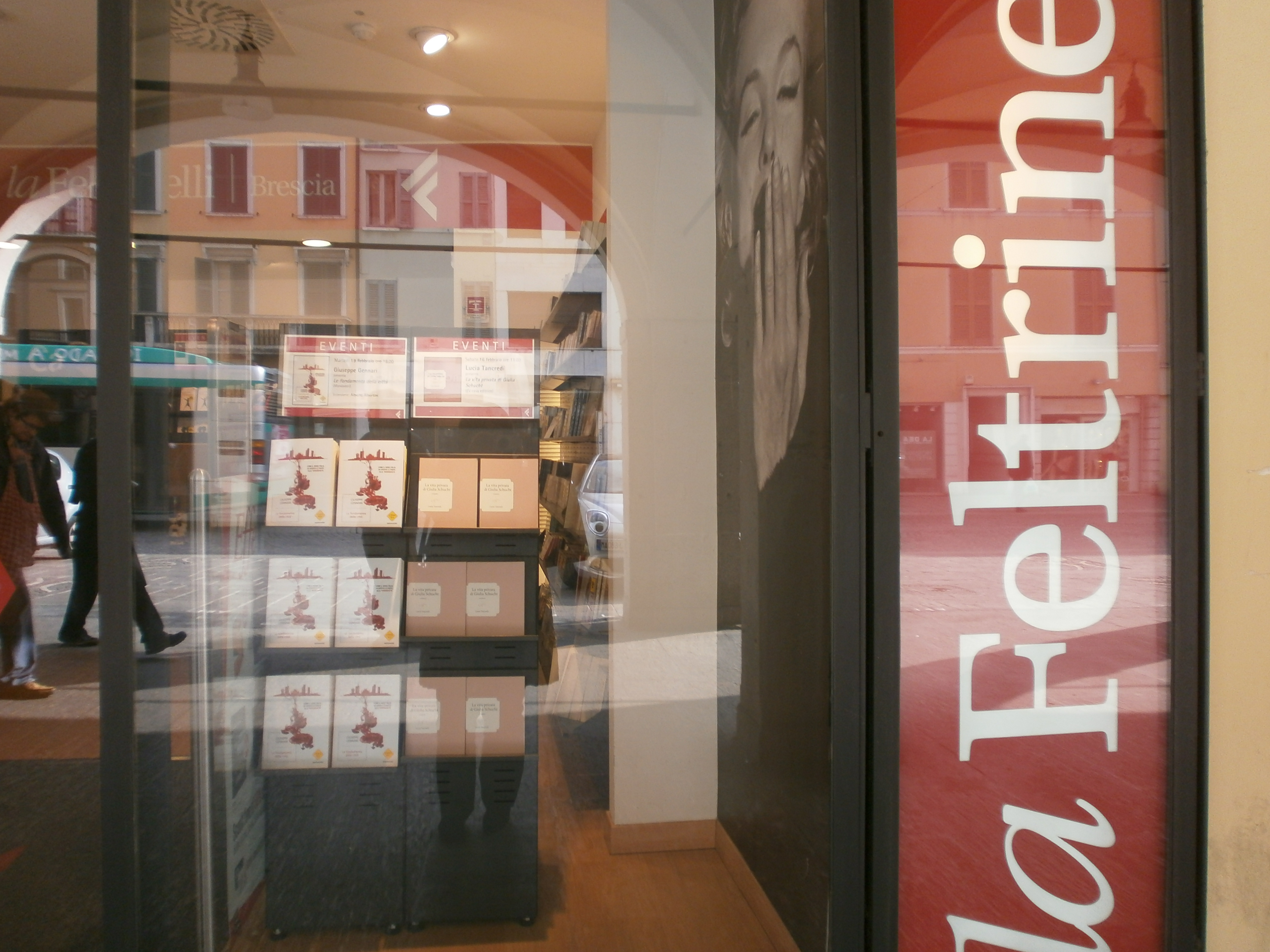
Ein Schaufenster von Feltrinelli in Brescia

Nach eigenen Angaben ist das Unternehmen heute auch in den Bereichen Gastronomie (FC Retail, mit dem Marken Antica Focacceria San Francesco und RED – Read, Eat, Dream) und im Immobilienwesen (Finaval) tätig, wobei es sich mehrheitlich um Immobilien handelt, welche die schwerreiche Familie Feltrinelli ihrem einzigen männlichen Erben, dem linken Aktivisten Giangiacomo Feltrinelli, hinterlassen hat. Hinzu kommen Neubauprojekte wie der Stiftungssitz Portavolta der Architekten Herzog & De Meuron oder Palazzo Gorani. Überdies hält Feltrinelli Anteile an den Buchläden La Central in Barcelona und am spanischen Verlag Editorial Anagrama. Weitere Verlagsmarken von Feltrinelli sind Gribaudo, Apogeo und Rough Guides. Die 122 Buchhandlungen der Gruppo Feltrinelli befinden sich in Italien häufig an prestigereichen Adressen, beispielsweise in der Galleria Vittorio Emanuele II in Mailand. Als eine der ersten Buchhandlungen in Italien präsentierte Feltrinelli Bücher in einer offenen Auslage und verzichtete auf die trennende Verkaufstheke. Zu den bekanntesten Mitarbeitern des Verlags zählte Giorgio Bassani, dessen Werke der Verlag bis heute auflegt.
Der Verlag hatte unter der Leitung seines Gründers erklärt klassenkämpferische Ziele, setzte sich aber mit der Erstveröffentlichung von Boris Pasternaks Roman Doktor Schiwago 1957 gegen die Interessen der UdSSR und der Italienischen Kommunisten durch. Die Liste der bedeutenden Schriftsteller, die Feltrinelli bis heute präsentiert und in Erstausgabe oder Übersetzung herausgibt, ist lang und enthält namhafte Autoren. So sind Henry Miller, Giuseppe Tomasi di Lampedusa, Nadine Gordimer, José Saramago, Gabriel García Márquez, Günter Grass, Doris Lessing, Antonio Tabucchi, Isabel Allende, Daniel Pennac, Jonathan Coe, Richard Ford, Herta Müller, Roberto Saviano, Erri De Luca, Alessandro Baricco, Stefano Benni, Simonetta Agnello Hornby, Michele Serra, Maurizio Maggiani, Paolo Rumiz, Eugenio Borgna, Umberto Galimberti, oder Massimo Recalcati in der Taschenbuchreihe Universale Economica lieferbar.